# Eline Biarga
Eline Biarga, née Marie-Eugénie Briffod (née le 19 octobre 1877 à Münchenbuchsee, en Suisse et morte le 2 mars 1947 à Callas-du-Var, en France) est une artiste lyrique (soprano) suisse. 

## Biographie
Élève de Pauline Viardot, Eline Biarga entre à l'Opéra-Comique où elle fait une courte carrière tout d'abord dans les parties de mezzo-soprano, puis dans celles de soprano. Elle se produit en France, en Allemagne, en Suisse jusque vers 1920, et se fait notamment entendre dans Iphigénie en Tauride, Philémon et Baucis, Sigurd, Faust, Sigurd. 
Ensuite, elle se consacre à l'enseignement et devient professeur d'art vocal et de chant scénique au Conservatoire de musique de Neuchâtel (1921-1923) et à celui de Genève (1927). Elle se produit ensuite à l'Opéra de Mostaganem et en plusieurs villes d'Algérie. De retour en France, elle se consacre à l'enseignement du chant et organise des manifestations artistiques à Montpellier, à Marseille et à Nice. Pendant la Seconde Guerre mondiale, elle connait les privations et les tourments d'évacuations multiples à Boulogne-Billancourt, à La Baule, à La Bourboule, à Beauvais, à Marseille.  
En 1945, Eline Biarga s'installe à Callas-du-Var, où elle meurt le 2 mars 1947.